# Lesperon
Lesperon (gaskonsko L'Esperon) je naselje in občina v francoskem departmaju Landes regije Akvitanije. Naselje je leta 2009 imelo 993 prebivalcev.

## Geografija
Kraj leži v pokrajini Gaskonji ob reki Vignac, 54 km severozahodno od Mont-de-Marsana.

## Uprava
Občina Lesperon skupaj s sosednjimi občinami Arengosse, Arjuzanx, Garrosse, Morcenx, Onesse-et-Laharie, Ousse-Suzan, Sindères in Ygos-Saint-Saturnin sestavlja kanton Morcenx s sedežem v Morcenxu. Kanton je sestavni del okrožja Mont-de-Marsan.

## Zanimivosti
- cerkev sv. Hilarija,
- grad Château du Souquet.

## Promet
Lesperon se nahaja ob državni avtocesti A63, ki v smeri sever - jug povezuje Pessac (Bordeaux) in Biriatou (Hendaye) na meji s Španijo.